# Sanct Hans aften spil
Sanct Hans aften spil (Deens voor Johannes de Doper avondspel/Jonsok)  is een beoogde cantate gecomponeerd door Niels Gade. Gade werkte aan dit werk in de zomer van 1886, maar liet het vervolgens links liggen. De in 1890 overleden Deense componist heeft het uiteindelijk niet voltooid. Rued Langgaard, collega-componist voltooide het werk. Het is een cantate op tekst uit 1803 van Adam Gottlob Oehlenschläger. De werkzaamheden van drie topfiguren uit de Deense cultuur konden niet voorkomen dat het werk in de vergetelheid raakte. 
Gade was van plan het te schrijven voor sopraan, gemengd koor en orkest.